# Pietje Bell

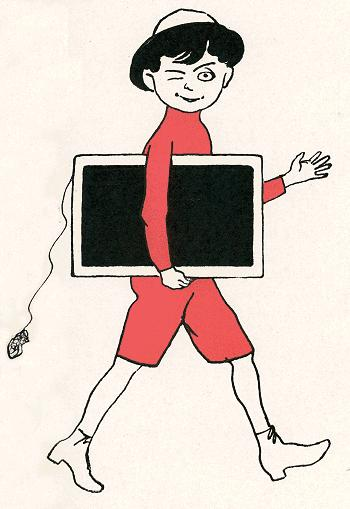
Pietje Bell auf dem Weg zur Schule. Illustriert von Jan Rinke in Pietje Bell oder das Schicksal eines frechen Jungen von 1914

Pietje Bell oder Peter Bell ist die Hauptfigur der gleichnamigen Buchreihe von Chris van Abkoude. Als Lehrer bemerkte Chris van Abkoude, dass die Bücher, welche nur braves Benehmen schilderten, von den Kindern wenig geschätzt wurden. Nachdem er schon mehrere Bücher geschrieben hatte, erschien 1914 der erste Band von Pietje Bell. Da Abkoude 1916 in die Vereinigten Staaten auswanderte, ist Pietje Bell das letzte Buch, welches er in den Niederlanden geschrieben hatte. Der 1936 erschienene Band Pietje Bell geht fliegen ist zudem das letzte Buch aus der Hand von Abkoude.

## Charakter
Pietje Bell ist der Sohn eines heiteren Schusters aus der Breestraat (Breestraße) in Rotterdam. Pietje zieht später mit seinen Eltern in die Heerenstraat, in welcher Leute mit höherem Einkommen wohnen. Pietje Bell ist ein frecher Junge mit einem Herzen aus Gold. Er ist nicht böse, versucht zu helfen und den Leuten Glück und Heiterkeit zu bringen. Am Ende resultiert aber immer Unfug und etwas ist verkehrt. Pietjes Schwester Martha ist verlobt und heiratet später Paul Velinga, Sohn einer angesehenen Familie. Martha versucht ständig aus Pietje einen vorbildhaften Knaben zu machen, was jedoch immer wieder misslingt. Paul Velinga aber hat Spaß mit Pietje und ist der Einzige, der ihn versteht. Dann gibt es noch die alte Tante Cato mit ihrer großen Nase und einem Pickel (Warze) darauf. Diesen versucht Pietje, während die Tante schläft, mit einem Faden abzubinden. Schließlich würde die Tante es ja auch mögen, den hässlichen Pickel zu verlieren, denkt Pietje nur im Guten. Die Tante beginnt jedoch zu schreien und meint einen Draht um die Nase gebunden zu haben.
Pietjes größter Feind ist Drogist Geelman mit seinem superbraven Sohn Joseph. Pietje selbst hegt jedoch keinen Hass gegen die Geelmans und versucht ihnen zu helfen, was natürlich schiefgeht. Die Geelmans können Pietje nicht leiden. Als der eines Tages Pietjes Vater auf das Benehmen seines Sohnes anspricht, muss der nur lachen.
Als Erwachsener möchte Pietje Journalist bei der Morgenpost einer fiktiven Rotterdamer Zeitung werden, welche zuvor in Skandalen über seine Streiche berichtete.
Es gelingt ihm, seinen Freund aus den Händen von dessen krimineller Familie zu befreien, welche seinen Freund einsperren möchte. Sein Freund fährt darauf nach Amerika und das ist auch das, was Pietje will. Als Journalist geht er dann auch nach Amerika. Vater Bell ist währenddessen kein Schuhmacher mehr, sondern hat ein echtes Schuhgeschäft. Schließlich kommt Pietje wieder zurück, nachdem er in Amerika eine Verbrecherbande entlarvt hat. Er ist verheiratet und hat drei Söhne, die alle auch so „frech“ sind wie er damals. Pietje wird Chefredakteur der Zeitung.
Die Buchreihe spielt in einem Rotterdam vor 1940 und das ist auch ziemlich zu merken, verschiedene Stellen in der Stadt, welche im Buch erscheinen, existieren nicht mehr.

## Reaktionen
Die Zeitungen und das Bibelschulblatt verdammten die Bücher von Pietje Bell, aber die Bücher verkauften sich gut in den Niederlanden, Belgien und sogar Südafrika.
Fünf Jahre nach dem Tod von Chris van Abkoude entstand ein Aufruhr, als der öffentliche Lesesaal von Amsterdam diese Bücher nicht im Bestand haben wollte.
In den 70er Jahren war in einem Bericht der Lesekommission der öffentlichen Bibliothek von Utrecht zu lesen, dass die Bücher veraltet seien und ein besonders schlechtes Niederländisch benutzten, darunter ein falscher Gebrauch von Sprichwörtern.
Heutzutage stehen die Bücher von Pietje Bell in allen öffentlichen Bibliotheken und von den oben genannten Einwänden ist nichts mehr zu hören.

## Veröffentlichte Titel
Die folgenden Bände sind in der Reihe Pietje Bell erschienen. Sie wurden alle vom Verlag Kluitman herausgegeben.
- Pietje Bell, 1914, illustriert von Jan Rinke (ursprünglicher Titel: Pietje Bell oder das Schicksal eines frechen Jungen) (Originaltitel: Pietje Bell of de lotgevallen van een ondeugenden jongen)
- Die Flegeljahre von Pietje Bell, 1920, illustriert von Jan Rinke (Originaltitel: De vlegeljaren van Pietje Bell)
- Die Söhne von Pietje Bell, 1922, illustriert von D.A. Bueno de Mesquita (Originaltitel: De zonen van Pietje Bell)
- Pietje Bells Zaubertricks, 1924, illustriert von D.A. Bueno de Mesquita (Originaltitel: Pietje Bell's goocheltoeren)
- Pietje Bell in Amerika, 1929, illustriert von D.A. Bueno de Mesquita (Originaltitel: Pietje Bell in Amerika)
- Neue Abenteuer von Pietje Bell, 1932, illustriert von Jan Lutz (Originaltitel: Nieuwe avonturen van Pietje Bell)
- Pietje Bell ist wieder auf dem Weg, 1934, illustriert von Henri Pieck (Originaltitel: Pietje Bell is weer aan de gang)
- Pietje Bell geht fliegen, 1936, illustriert von Hans Borrebach (Originaltitel: Pietje Bell gaat vliegen)

Diese Bücher erscheinen immer noch unverändert. Folgende drei wurden von W.N. van der Sluiys überarbeitet, um sie besser an das Zeitbild anzupassen:
- Die Flegeljahren von Pietje Bell
- Die Söhne von Pietje Bell
- Pietje Bell in Amerika

## Verfilmung
Die erste Verfilmung von Pietje Bell erschien am 26. März 1964 unter dem Titel: Die Abenteuer von Pietje Bell, die Straßenjungen von Rotterdam. Dabei wurde das Buch Pietje Bells Zaubertricks von Henk van der Linden verfilmt.
Die jüngsten Verfilmungen sind von Maria Peters, die sowohl Skript als auch Regie geführt hat.
Der erste Teil wurde unter Pietje Bell und das Geheimnis der schwarzen Hand im Jahr 2002 veröffentlicht.
Der zweite Teil trägt den Titel Pietje Bell 2 – Die Jagd nach der Zarenkrone und erschien 2003.
Zudem hat Maria Peters mit Kruimeltje ein weiteres, stärker emotional aufgeladenes Buch von Chris van Abkoude verfilmt.

## Das Musical
Am Mittwoch, den 19. Oktober 2005, war die Premiere von Peter Bell – Das Musical im Neuen Luxor Theater in Rotterdam. Es wurde produziert von Ruud de Graaf Musicalproducties. Die Musik stammt von Ruud Bos. Skript und Liedtexte stammen von Edwin de Jongh, die Choreografie von Perry Dossett. Unter der Regie von Arnold Hemmel tourte diese Produktion bis Anfang Mai 2006 auf allen Bühnen in den Niederlanden. In der Besetzung waren: Johnny Kraaijkamp jr., Kiki Classen, Brigitte Nijman, Eric Beekes, Roberto de Groot, Arie Cupé, Stan Limburg, Hans Langhout, István Hitzelberger, Menno Leemhuis, Karel Simons, Remco Vereijken, Annemarie Libbers, Jorien Molenaar und Marit Slinger.